# رفية سلطان
السلطانة رفيعة (بالتركية: Refia Sultan)‏ هي ابنة السلطان العثماني عبد الحميد الثاني. وُلدت في 15 يونيو 1891 في إسطنبول، وتوفيت في 1938 في بيروت.